# Väster om friheten
Väster om friheten är en svensk-tysk TV-serie från 2018 baserad på en roman med samma namn av Thomas Engström, med Wotan Wilke Möhring, Michelle Meadows och Matthew Marsh i några av de ledande rollerna. Thrillerserien regisserades av Barbara Eder.
Serien i sex delar hade svensk premiär i SVT / SVT Play den 6 oktober 2019.

## Handling
Vittnet till ett trippelmord i Marrakech lyckas fly till Berlin och får via amerikanska ambassaden kontakt med CIA-agenter som verkat sedan det kalla kriget. Vittnet och de mördade stod i begrepp att lämna en visselblåsarorganisation.